# Grupos de Combatientes Populares
El Grupo de Combatientes Populares (GCP) es un movimiento insurgente marxista-leninista de extrema izquierda activo en Ecuador. Es el brazo armado del Partido Comunista Marxista-Leninista del Ecuador, (PCMLE, formado en 1964) como una escisión del Partido Comunista del Ecuador y afiliado internacionalmente a la Conferencia Internacional de Partidos y Organizaciones Marxista-Leninistas (Unidad y Lucha). El partido pertenece a una línea antirrevisionista del marxismo-leninismo, originalmente alineada con Albania durante la Guerra Fría y frecuentemente denominada hoxhaísmo.
Durante de la década de los 2000 el grupo vio una actividad más intensa, motivados por eventos como el Golpe de Estado en Ecuador de 2000 y las subsecuentes protestas.

## Historia
El Grupo de Combatientes Populares (GCP) es la ala armada del Partido Comunista Marxista-Leninista del Ecuador (PCMLE), la cual se creó para organizar a sus militantes en cuadros de combate. El objetivo del Partido Comunista Marxista-Leninista de Ecuador, es el crear una revolución en el país que conduzca al socialismo y al comunismo. El PCMLE obtiene su inspiración política de los partidos comunistas de otros países. Estos partidos comunistas comparten ideologías marxista-leninistas similares, por lo que se reúnen para compartir los éxitos políticos de cada país. En febrero de 2004 cuando el GCP lanzó su órgano de difusión llamado "Dinamita", el cual no solo compartía noticias políticas y sociales del país, incluyendo notas realizadas por los militantes. En agosto del 2004, un miembro del Comando Nacional del GCP es entrevistado donde se dan a conocer varios aspectos del grupo, su organización, la ideología que pregona (en este caso siendo el antiautoritarismo, antiimperialismo y anticapitalismo).
Para 2005, el GCP sigue activo publicando comunicados y números del periódico "Dinamita", pronunciándose en eventos como la Rebelión de los forajidos. El GCP también mostró su repudió al ataque xenófobo sufrido por una joven ecuatoriana ocurrida en octubre de 2007, y filmado por las cámaras de un tren de Ferrocarrils de la Generalitat, y cuyas imágenes fueron difundidas en Colombia y Ecuador y causaron gran impacto.
Durante la presidencia de Rafael Correa, el GCP crítico la llamada "revolución ciudadana", acusando de ser solo un espejismo y solamente resolver cuestiones superficiales. En marzo de 2010, el GCP se pronunció sobre la situación en Ecuador después de la Guerra del Cenepa. El GCP estuvo activo durante la crisis política de 2010, alentando a los cuerpos policiales y militares a integrarse al levantamiento.

### Formación de milicia
Este brazo armado se formó originalmente en 1994, durante la presidencia de Sixto Durán Ballén. Empezó a ser mucho más activo en el año 2000 y desde entonces ha participado en una serie de ataques contra diplomáticos extranjeros, así como en varios atentados con bomba. Estos atentados han utilizado la llamada propaganda aérea, una táctica relativamente popular entre los revolucionarios latinoamericanos. Por ejemplo, en 2001 las autoridades culparon al GCP por un panfleto bomba y más tarde ese mismo año el grupo se atribuyó la responsabilidad de detonar un panfleto bomba en el centro de Quito que dejó escapar cientos de panfletos de protesta contra el Plan Colombia.
En 2002 se informó que el Grupo de Combatientes Populares (GCP) estaba intentando establecer una base rural en la frontera con Colombia, y que probablemente habían estado recibiendo entrenamiento de algunos otros grupos guerrilleros involucrados en el conflicto colombiano en curso. En noviembre de 2006, es entrevistado por Eudald Cortina Orero, un miembro del GCP en la que profundizan en la estructura de la organización, modus operandi y metas a corto y mediano plazo
En junio del 2007, el GCP se pronunció acerca del cese al fuego entre la guerrilla Alfaro Vive ¡Carajo! y el gobierno, señalando específicamente a los exguerrilleros que participaron en la vida política del país, señalándolos de traidores y doble cara. A inicios de 2011, el GCP se pronuncia por las movilizaciones de diciembre del año anterior, dejando ver en sus comunicados un mensaje más directo y subversivo.
A mediados de 2011, el GCP señala que el llamado "impuesto verde", realmente es una medida paliativa y un pretexto para combatir la emisión de gases, siendo su fin la colecta de más recursos que terminarían en las arcas del estado.
En marzo de 2012, el GCP se pronunció sobre el polémico Caso Los 10 de Luluncoto, el cual señaló que los detenidos no militaban con el GCP, acusando de ser un montaje de falsos positivos, semejantes a los ocurridos en Colombia, señalando que la única finalidad de los arrestos era la criminalización de la protesta. Este sería el último comunicado en mucho tiempo del GCP.
Después de un largo tiempo de inactividad, algunos cuadros y panfletos del GCP fueron observados por durante el paro nacional de 2022, lo que se señalo como una posible reaparición del grupo.

## Actividad armada
El GCP comenzó su actividad armada, el 28 de septiembre de 1997 en Quito, Pichincha, Ecuador, resultando en daños materiales únicamente.  Su segundo ataque relevante ocurrió el 16 de febrero de 2000 en la ciudad de Guayaquil, Guayas, Ecuador. Un canal de televisión recibió una cinta de video que contenía una bomba oculta. Rafael Cuesta, el editor de noticias de la estación TC Televisión, resultó herido cuando la bomba estalló dentro de la estación. Previo al ataque, la estación de noticias había advertido sobre un posible ataque de un grupo diferente. Esto inicialmente llevó a las autoridades de culpar a una organización diferente, aunque el GCP asumió responsabilidad del ataque. Rafael Cuesta solamente resultó con heridas leves. A pesar de lo mediático del ataque, asociaciones civiles denunciaron la impunidad del ataque, al no registrarse detenidos.
El 21 de febrero del 2000, el GCP cometió su tercer atentado, llevado a cabo en Guayaquil. El objetivo era el líder de los derechos indígenas, Marcos Murillo. Este ataque (que también con un explosivo en una caja de VHS) enviado a la ubicación de Marcos contenía una bomba escondida. Se llamó a la policía y se desactivó la bomba. No se registraron personas heridas en este ataque.
En junio de 2004, el GCP se adjudica su movilización en las protestas durante el mismo año, apoyando a sectores indígenas y populares, siendo en contra del entonces presidente Lucio Gutiérrez. No fue hasta el 15 de noviembre de 2005 un explosivo de baja intensidad explotó en la embajada estadounidense en Ecuador, y también el ataque frente a las instalaciones del Banco Nacional de Fomento explotó otro artefacto de fabricación casera, ambos clamados por el GCP.
En 2006 cuadros del GCP participó en las movilizaciones contra Occidental Petroleum Corporation y sus actividades de extracción en la región amazónica.
El 22 de noviembre de 2010, el GCP negó ser el responsable de la detonación de un explosivo en la sede de la Universidad de Guayaquil, el cual acuso ser un ataque de falsa bandera. El GCP afirmó que el ataque tuvo como fin intentar influir en las elecciones estudiantiles realizadas en la Universidad.

## Armamento
Dos de los informes de incidentes de la Base de Datos Global sobre Terrorismo muestran que el GCP colocó bombas dentro de casetes de video y las envió específicos designados para atacar a personas o hacer una declaración política. El cuarto ataque no está incluido en base de datos, porque hay algunas especulaciones sobre si realmente lo hicieron. Sin embargo, este ataque también usó una bomba, lo cual es consistente con el armamento usado en sus ataques anteriores. En publicaciones como El Militante o  Dinamita, es común que vengan experiencias de militantes o activistas en enfrentamientos contra las autoridades, detallando su trayectoria y vivencias ya sea con el GCP o cualquier otro colectivo, pero rara ve detallando la planificación de estos enfrentamientos.